# Arch (czasopismo)
Arch – dwumiesięcznik architektoniczny wydawany w latach 2010-2020 w Warszawie przez Stowarzyszenie Architektów Polskich.
Magazyn prezentował polskie oraz zagraniczne realizacje architektoniczne, opisywał najważniejsze konkursy architektoniczne, a także dokonania m.in. laureatów Honorowej Nagrody SARP czy obiekty wyróżnione Nagrodą Roku SARP.